# Ornithidium coccineum
Ornithidium coccineum är en orkidéart som först beskrevs av Nikolaus Joseph von Jacquin, och fick sitt nu gällande namn av Richard Anthony Salisbury och Robert Brown. Ornithidium coccineum ingår i släktet Ornithidium och familjen orkidéer. Inga underarter finns listade i Catalogue of Life.

## Bildgalleri

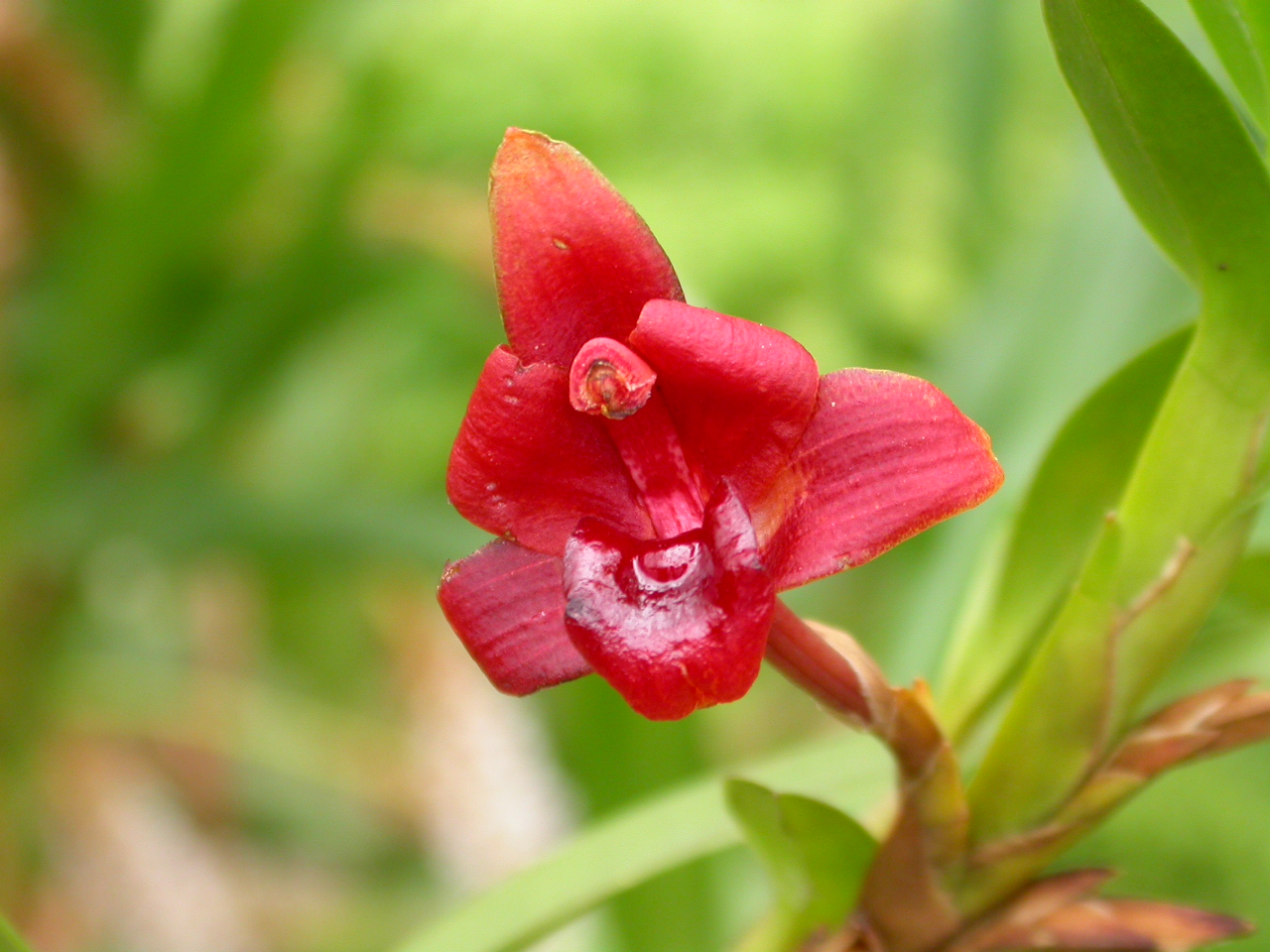